# Melek Diehl
Melek Diehl (* 13. Dezember 1976 in Mannheim; † 10. Dezember 2008 in Berlin) war eine deutsche Schauspielerin.
Nach dem Abitur 1998 in Gießen studierte Diehl Philosophie, Geschichte und Soziologie an der Universität Gießen sowie an der FU Berlin. Im Anschluss daran besuchte sie Die Etage, eine Schule für Darstellende und Bildende Künste in Berlin, die sie im September 2005 erfolgreich abschloss. Zwischen 2005 und 2007 nahm sie Privatunterricht bei Patricia Schon. Neben zahlreichen Theaterrollen hatte Diehl auch eine Anzahl Auftritte im Film.
Melek Diehl wurde am 10. Dezember 2008 in Berlin-Wilmersdorf von einem Auto erfasst und starb noch am Unfallort. Der Täter beging Fahrerflucht; dieser Fall wurde in der Reportage Abgehauen – Fahrerflucht und Folgen (Spiegel TV) rekonstruiert.

## Filmografie
- 2002: Hotte im Paradies
- 2004: Was nützt die Liebe in Gedanken
- 2006: A2Z
- 2009: Rosas Höllenfahrt